# Tropicus buqueronensis
Tropicus buqueronensis – gatunek chrząszcza z rodziny różnorożkowatych i podrodziny Heterocerinae.

## Taksonomia
Gatunek ten został opisany w 2002 roku przez Stanislava Skalickiego na podstawie okazów odłowionych w 1995 roku przez Ulfa Dreschela. Epitet gatunkowy nawiązuje do lokalizacji typowej.

## Opis
Ciało samca długości 2,35 mm, a samicy od 2,35 do 2,4 mm. Ubarwienie jasnobrązowe z brązowym wzorem na przedpleczu, tarczce i pokrywach. Głowa brązowa do czarnej. Żuwaczki ząbkowane, spiczaste, u samca z wyrostkiem grzbietowym. Prostheca z zębem. Czułki 9-członowe, zwieńczone 6-członową buławką. Przedplecze 1,9 razy szersze niż długie i tak szerokie jak podstawa pokryw, delikatnie granulowane, wyposażone w żółte, całkiem długie, półwzniesione szczecinki. Tarczka spiczasta, trójkątna. Pokrywy podłużne, drobno granulowane, o wgłębieniach barkowych sięgających skośnie prawie do połowy ich długości. Zapiersie be żeberka za środkowymi biodrami. Golenie przednie i środkowe z 9 kolcami. Spiculum gastrale Y-kształtne, 0,45 mm długie. Edeagus 0,3 mm długi.

## Rozprzestrzenienie
Gatunek znany wyłącznie z paragwajskiego departamentu Boquerón.